# Железнодорожные защитные лесонасаждения
Железнодорожные защитные лесонасаждения — это лесополосы, высаживаемые вдоль железнодорожных линий. Лесополосы на железнодорожном транспорте выполняют функции инженерных сооружений, применяемых для обеспечения бесперебойного движения поездов, увеличения пропускной способности участка. Лесополосы ограждают железнодорожное полотно и другие элементы инфраструктуры от снежных, пыльных и песчаных заносов, закрепляют оползни и осыпающиеся откосы, препятствуют проникновению безнадзорного скота.
Железнодорожные защитные лесонасаждения могут быть снегозадерживающими, ветроослабляющими, оградительными, пескозащитными, почвоукрепительными, водорегулирующими, противоэрозионными и озеленительными.

## История
Снежные заносы представляли собой одно из самых серьёзных бедствий на железных дорогах, в особенности на путях южной части Европейской России, в степной местности. Там из-за сильных ветров, безлесости и снегопадов это превратилось в стихийное бедствие. В 1880 году на участке Оренбург — Бузулук из-за бурана путь был закрыт в течение 50 дней. С расширением сети железных дорог пришлось всё большее внимание уделять борьбе с заносами. Одновременно с практическими мерами по борьбе со снегом началась научная работа, направленная на выяснение механизма образования снежных заносов.
Первые защитные лесные полосы начали создаваться в России в 1861 году на Московско-Нижегородской железной дороге. Это были посадки ели. К 1900 году протяжённость лесополос из хвойных пород по Российской империи составляла уже 3000 км.
В 1868 году Главным инспектором железных дорог бароном Дельвигом был издан циркуляр, в котором перечислялись способы борьбы со снегом. Среди прочих упоминалось и насаждение деревьев.
При строительстве железнодорожных магистралей на юге страны, где плохо приживаются хвойные породы, высаживались лиственные породы деревьев, а также кустарники. Одесский специалист по разведению лесов М. К. Срединский предложил проект «Устройство древесных насаждений на Южных железных дорогах», который начал реализовываться с весны 1877 года на Курско-Харьковско-Азовской железной дороге под руководством автора и продолжался десять лет. В результате сильные снежные метели 1888 года, в отличие от 1876, перерывов в движении не вызвали. Уже к 1896 году общая протяжённость лесных полос из лиственных пород составляла 3170 км, а площадь посадок 2536 га.
Также применялись различные защитные мероприятия для защиты от заносов песками, в том числе и лесонасаждения, при строительстве Астраханской линии Рязано-Уральской железной дороги (начиная с 1909 года).
Было установлено, что защитные лесные полосы являются наиболее надёжным и эффективным средством ограждения железных дорог от снежных заносов. Однако вдоль железных дорог полосы отчуждения были неширокими, в условиях частной собственности на землю расширить их было затруднительно, что в свою очередь не позволяло сделать широкие защитные полосы. Узкие полосы не могли обеспечить высокую эффективность защиты.
За рубежом железнодорожные защитные лесонасаждения начали применять значительно позднее. В 1900 году в Париже прошёл международный железнодорожный конгресс. На основании доклада русского инженера Сергея Демьяновича Карейши «Борьба со снегом на русских железных дорогах» всем странам было рекомендовано создавать лесные полосы для предупреждения снежных заносов.
После 1917 года появилась возможность расширения лесозащитных полос вдоль железнодорожных линий. С 1921 года на железных дорогах создавались питомники для выращивания посадочного материала.
В 1940 году в структуре МПС СССР были организованы подразделения, которые должны были заниматься вопросами защитных лесонасаждений.
К 1950 году общая площадь защитных лесонасаждений вдоль железных дорог превысила 100 тысяч га, протяжённость более 27 тысяч км.